# Тихань
Тихань (угор. Tihany) — селище в південно-західній Угорщині, розташоване в північній частині озера Балатон, на півострові Тихань.

## Півострів Тихань
Півострів Тихань утворився в результаті вулканічної діяльності і протягом декількох століть був островом. Зараз це півострів, що височіє над рівнем озера на 200 м і вдається в нього на 5 км. Від крайньої точки півострова до протилежного берега всього 1,5 км — це найвужче місце на Балатоні.

## Містечко Тихань
Історія містечка бере початок в 1055 році, коли король Андраш I з своєю дружиною заснували тут абатство. За легендою, вражена цими місцями, київська княжна вигукнула: «Ах, яка Тихань!». І в наші дні це місце відоме красою своїх пейзажів, тишею і спокоєм.

## Пам'ятки
Головна визначна пам'ятка — бенедиктинське абатство св. Аньйоша, засноване в 1055 році. Документ про заснування абатства зберігся, незважаючи на те, що він написаний на латині, в ньому близько 100 угорських слів, що дозволяє його вважати найдавнішим пам'ятником угорської мови. В 1060 році в крипті собору похований засновник абатства — король Андраш I. Сучасний храм побудований в 1754 році в стилі бароко, в 1890 році реконструйований. Головною перлиною внутрішнього оздоблення є різьблені вівтарі. Перед церквою абатства встановлено пам'ятник Андрашу I і його дружині Анастасії Ярославні.

## Галерея

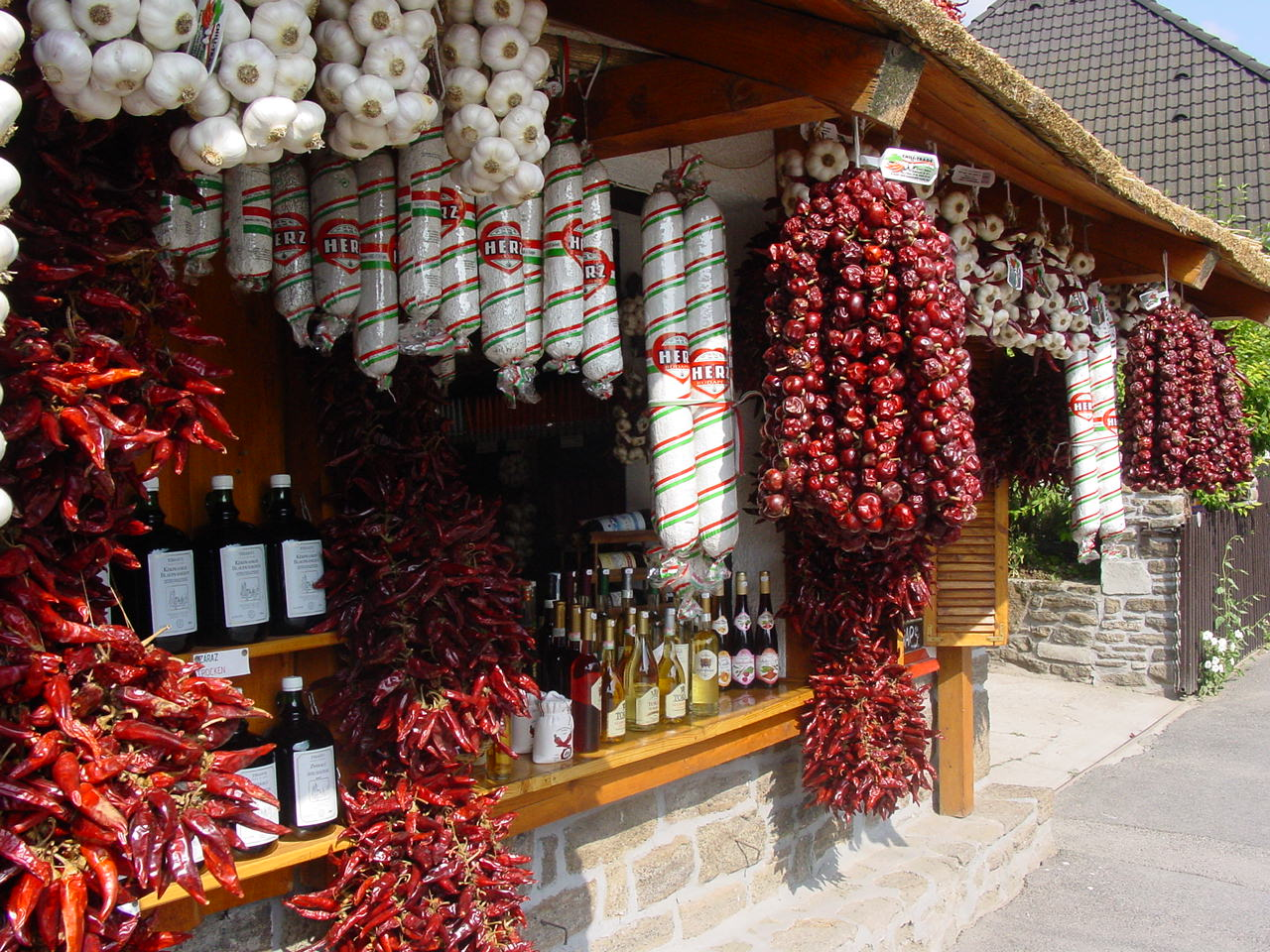
Будинок паприки в Тихані
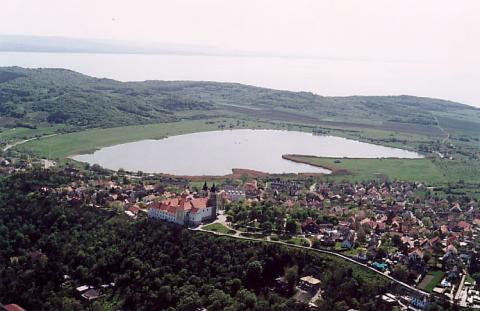
Вид зверху (з повітря) на Тихань
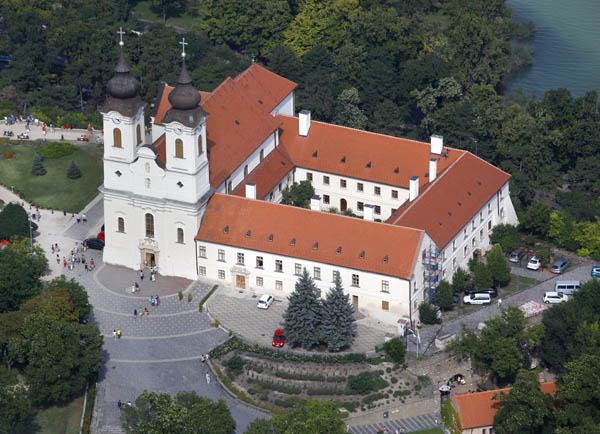
Тиханське абатство